# Music from the Merch Desk (2016 - 2023)
Music from the Merch Desk (2016–2023) est un album de musique électronique de l'artiste et producteur britannique Richard D. James sous le pseudonyme Aphex Twin, qui l'a publié le 17 décembre 2024 via Warp Records sans aucune publicité. C'est une compilation de différents EP originellement sortis sur vinyle et uniquement vendus lors de ses concerts. L'illustration de l'album provient d'un t-shirt de contrefaçon que Warp a repris comme marchandise officielle.

## Rétrospective

### 2016–2017
Le premier des nombreux EP inclus dans Music from the Merch Desk regroupe des morceaux joués d'un concert d'Aphex Twin lors du festival Day for Night à Houston. Le 13 septembre 2016, James a été annoncé pour se produire au festival, ce qu'il a fait le 17 décembre. Un disque vinyle de 12 pouces avec une illustration blanche, les logos Aphex Twin et Warp Records et le texte Houston, TX 12.17.16 a été trouvé en train d'être vendu comme marchandise pendant le concert. Le disque contenait deux pistes ; bien qu'à l'origine sans titre, les pistes étaient nommées « no stillson 6 cirk » et « no stillson 6 cirk mix2 » sur la boutique en ligne de James et sur Music from the Merch Desk.
Le 27 novembre 2016, James a été annoncé comme tête d'affiche du festival Field Day 2017. Le concert a eu lieu le 3 juin 2017. Comme en 2016, un autre disque vinyle de 12 pouces fut vendu comme marchandise pour le concert. Le disque était livré dans une pochette verte non marquée, un sac de marque Aphex Twin et contenait 11 titres. Le disque a été vendu à 14 heures.
Une boutique en ligne hébergeant la musique de James a été ouverte le 20 juillet 2017 , En plus de la sortie de London 03.06.17 et d'autres titres bonus de la sortie, un EP numérique de 4 titres intitulé Orphans a été mis à disposition: il inclut deux mix de « Spiral Staircase » de Luke Vibert, ainsi que « Nightmail » et « 4x Atlantis take1 ».

### 2019–2023
James a été annoncé pour se produire au festival Printworks le 14 septembre 2019, : un nouveau autre disque vinyle incluant les morceaux d' Orphans, mais aussi un nouveau morceau intitulé « Soundlab20 », y a été mis en vente. James s'est également produit au Warehouse Project le 20 septembre ; un disque vinyle contenant quatre titres a été mis à disposition lors de ce concert.
Le 16 juin 2023, James s'est produit lors du festival Sónar à Barcelone. Un disque vinyle de 10 pouces contenant deux titres, « rfc pt8 » et « afxfm e », y fut mis en vente,,. Finalement, le 19 septembre, James s'est produit au Field Day de 2023 . Une édition limitée de 12 pouces dans une pochette de disque rose contenant cinq titres fut vendue lors du concert.

## Style
La musique du Merch Desk (2016–2023) regroupe musique électronique,, expérimentale et dance. Dans une critique pour The Guardian, John Doran a décrit « Nightmail » comme une « arme de combat hardcore de la fin des années 90 » et commentant sa phrase répétée qu'il qualifie d' « hypnotique ». Doran a décrit le morceau « T13 Quadraverbia N+3 » comme « une hyperpop très joyeuse et extrêmement flanged ». La critique a également noté le morceau « Soundlab20 » et sa ressemblance avec Syro, mais aussi les similitudes entre « em2500 M253X » et la composition de Drukqs.
Dans une critique pour Pitchfork, Andrew Ryce a commenté des morceaux tels que « T20A ede 441 » qu'il qualifie d'« aussi hyperactif que quelque chose de Drukqs ». Il a également décrit « rfc pt8 », de Barcelona 16.06.2023, comme une « odyssée d'acide psychédélique ». « Nightmail » contient des lignes acides et des boucles vocales « fiévreuses », que Ryce a comparées à la musique que produisait James sous le pseudonyme AFX. Alex Hudson d' Exclaim! a qualifié le morceau « T16.5 MADMA avec Nastya » de piste « douce » et commente son utilisation de la réverbération qui rappelle Selected Ambient Works 85-92 ; il a également exprimé que les « échos de temps libre » de « sk8 littletune HS-PC202 » lui rappelaient également Selected Ambient Works Volume II.

## Sortie
Music from the Merch Desk (2016–2023) a été répertorié sur les plateformes de streaming le 16 décembre 2024, avant d'être officiellement publié le 17 décembre 2024, sans annonce préalable, via Warp Records,,. La compilation a été rendue disponible sur des services de streaming tels que Spotify et Apple Music alors qu'aucun disque de tournée n'avait jamais été publié sur ces plateformes auparavant,.
L'illustration de la sortie était basée sur le design d'un t-shirt de contrebande,. Ce design a ensuite été repris par Warp et vendu lors des concerts d'Aphex Twin comme marchandise officielle.

## Liste des morceaux
| 1.     | no stillson 6 cirk                                        | Houston, TX 12.17.16  | 10:49 |
| 2.     | no stillson 6 cirk mix2                                   | Houston, TX 12.17.16  | 9:59  |
| 3.     | 42DIMENSIT3 e3                                            | London 03.06.17       | 4:42  |
| 4.     | MT1T1 bedroom microtune                                   | London 03.06.17       | 3:48  |
| 5.     | T18A pole1                                                | London 03.06.17       | 3:44  |
| 6.     | T03 delta t                                               | London 03.06.17       | 4:01  |
| 7.     | em2500 M253X                                              | London 03.06.17       | 1:52  |
| 8.     | T23 441                                                   | London 03.06.17       | 2:52  |
| 9.     | 42DIMENSIT10                                              | London 03.06.17       | 3:07  |
| 10.    | T20A ede 441                                              | London 03.06.17       | 2:38  |
| 11.    | MT1T2 olpedroom                                           | London 03.06.17       | 1:57  |
| 12.    | T47 smodge                                                | London 03.06.17       | 1:41  |
| 13.    | sk8 littletune HS-PC202                                   | London 03.06.17       | 2:28  |
| 14.    | T13 Quadraverbia N+3                                      | London 03.06.17       | 3:17  |
| 15.    | T16.5 MADMA with nastya                                   | London 03.06.17       | 4:58  |
| 16.    | T17 Phase out +3                                          | London 03.06.17       | 4:25  |
| 17.    | 15T63 neotek 2h949 +3 [bonus beats]                       | London 03.06.17       | 1:36  |
| 18.    | T08 dx1+5                                                 | London 03.06.17       | 6:43  |
| 19.    | T69T07 stasspa+3                                          | London 03.06.17       | 5:15  |
| 20.    | T05 tx16w marion MT***,e [sketches]                       | London 03.06.17       | 4:04  |
| 21.    | T46 se70 rinseout2 [sketches]                             | London 03.06.17       | 2:22  |
| 22.    | ZT01 [sketch1]                                            | London 03.06.17       | 3:08  |
| 23.    | 21TXT1+4 ds8 flngchrods[sketch0.1b]                       | London 03.06.17       | 3:49  |
| 24.    | Spiral Staircase (AFX Remix) (featuring Luke Vibert, AFX) | London 14.09.2019     | 5:05  |
| 25.    | 4x Atlantis Take 1                                        | London 14.09.2019     | 3:49  |
| 26.    | Nightmail                                                 | London 14.09.2019     | 5:04  |
| 27.    | Soundlab20                                                | London 14.09.2019     | 6:57  |
| 28.    | pretend analog extmix 2b,e2,ru                            | Manchester 20.09.2019 | 5:26  |
| 29.    | rozzboxv2mam+4                                            | Manchester 20.09.2019 | 4:33  |
| 30.    | umil 25-01                                                | Manchester 20.09.2019 | 4:47  |
| 31.    | midi pipe2c edit, +3                                      | Manchester 20.09.2019 | 4:09  |
| 32.    | rfc pt8                                                   | Barcelona 16.06.2023  | 4:16  |
| 33.    | afxfm e                                                   | Barcelona 16.06.2023  | 2:57  |
| 34.    | korg funk5                                                | London 19.08.2023     | 3:21  |
| 35.    | korg 1b ru,ec,e                                           | London 19.08.2023     | 3:02  |
| 36.    | SOOG e                                                    | London 19.08.2023     | 3:28  |
| 37.    | body pads                                                 | London 19.08.2023     | 2:53  |
| 38.    | dgitne tst1e                                              | London 19.08.2023     | 2:54  |
| 155:56 |                                                           |                       |       |